# Two Liberty Place

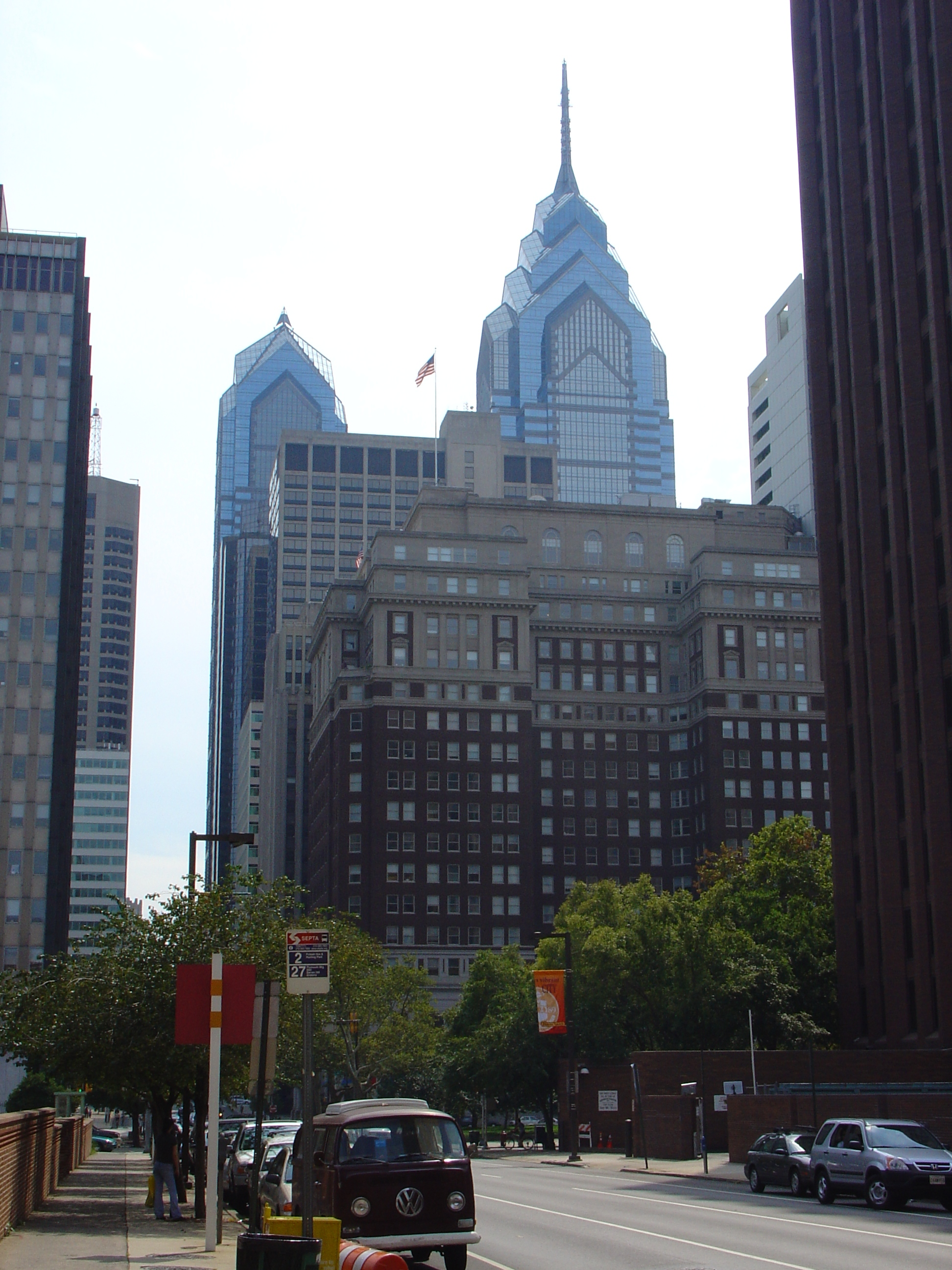
One and Two Liberty Place

Le Two Liberty Place est un gratte-ciel, initialement de bureaux, situé à Philadelphie, en Pennsylvanie (États-Unis).
C'est le troisième plus haut immeuble de Philadelphie après le Comcast Center et le One Liberty Place.
Ce bâtiment fait partie du complexe Liberty Place, qui contient un autre immeuble très semblable, One Liberty Place, plus grand et avec une antenne.
On trouve dans ce complexe une galerie marchande de 70 commerces.
Un projet en cours voudrait convertir les 20 derniers étages de l'immeuble en appartements.